# 정진형 (아나운서)
정진형(1986년 8월 10일 ~ )은  대한민국의 현직 YTN 아나운서이다.

## 학력
- 하와이대학교 경제학과 학사

## 경력
- YTN 앵커, 아나운서
- 전주문화방송 아나운서
- KBC광주방송 아나운서